# ひとりぼっちのあいつ
「ひとりぼっちのあいつ 」（原題 : Nowhere Man）は、ビートルズの楽曲である。レノン＝マッカートニー名義となっているが、ジョン・レノンによって書かれた。1965年に発売された6作目のイギリス盤公式オリジナル・アルバム『ラバー・ソウル』に収録された。アメリカで発売された『ラバー・ソウル』には収録されず、1966年にシングル盤として発売された後に、キャピトル編集盤『イエスタデイ・アンド・トゥデイ』に収録された。
1965年10月21日と22日にレコーディングが行われた本作は、ビートルズでは初の愛やロマンスを扱わない楽曲とされており、レノンによる哲学的な歌詞が特徴となっている。1968年に公開された映画『イエロー・サブマリン』で劇中歌として使用され、1999年に発売された『イエロー・サブマリン 〜ソングトラック〜』にリミックスが施された音源が収録された。

## 背景・曲の構成
「ひとりぼっちのあいつ」は、レノンがアルバム『ラバー・ソウル』のために曲を書こうと5時間悩んだ末に、自分自身について書いた楽曲。1980年の『プレイボーイ』誌のインタビューで、レノンは「ある朝、僕は5時間ほど曲の構想を練ってた。意味のある良い歌を作ろうとして思ったんだ。だけどいつまで経ってもできなくて、ついに諦めて横になった。そしたら突然『Nowhere Man』という言葉とメロディが思いうかんできた」と語っている。
ポール・マッカートニーは「ジョンの曲。この頃のジョンは自分がこれからどこに向かうのかを少し心配してたんじゃないかな」と語っている。
曲全体としては、32小節形式となっており、Eメジャーで演奏される8小節の主部、音楽的な問いかけをする第3フレーズ（17〜42小節）、Eメジャーの主部を再現する第4フレーズが繰り返される。主部は「He's a real」でのEコードから始まり、「nowhere man」でのBコードと「sitting in」でのAコードとの間で下降する。最後のフレーズ「nowhere plans」では、Aコードの代わりにAマイナーが使用され、同時にG♯で演奏されるメロディで不協和音となるAmM7を作り出している。

## レコーディング
「ひとりぼっちのあいつ」のレコーディングは、ジョージ・マーティンのプロデュースのもと、1965年10月21日と22日にEMIレコーディング・スタジオで行なわれた。リードギターはレノンとハリスンがソニックブルーのフェンダー・ストラトキャスターで演奏したもの。レノンとハリスンはギターを数セットのフェーダーに通していたため、エンジニアは2本のギターソロを強調する為に、トレブルを幾度となく上げていた。
本作のレコーディングについて、マッカートニーは「思いきりトレブルを効かせたギターの音にしたかったんだ。エンジニアが「わかった。トレブルをフルにしよう」と言ったのに対して、僕らは「それじゃ足りない」と返したら、彼は「でもこれが限界なんだ」と。「だったらそれを別のフェーダーに繋いでトレブルを上げてみてくれないか。それでも足りないんだったら、それをまたさらに別のフェーダーに繋げればいい」と提案したら、彼らが「そんなことはしない」と言うもんだから、「とにかく試してみてくれ。もし変な音になったら僕らは負けを認めるよ。でもきっといい音になると思うよ」と言ったんだ。やってみたら「おお、うまくいったぞ！」ってね。これまでの3倍のトレブルが出せたから、エンジニアは喜んだと思うよ」と振り返っている。

## リリース・評価
1965年12月3日にパーロフォンからアルバム『ラバー・ソウル』が発売され、「ひとりぼっちのあいつ」は「ユー・ウォント・シー・ミー」と「嘘つき女」の間にあたるA面4曲目に配置された。後に本作をカバーしたスマッシング・パンプキンズのビリー・コーガンは、「画期的で実存的な歌詞を持つ美しいポップソング」と評している。
アメリカでキャピトル・レコードから発売された『Rubber Soul』には収録されず、この関係から1966年初頭のアメリカではエアプレイが規制されていた。同年2月21日にキャピトル・レコードからシングル盤として発売され、B面には「消えた恋」が収録された。Billboard Hot 100では最高位3位を記録し、オーストラリアのチャートでは第1位を獲得した。アメリカでは50万枚以上の売上を記録したことから、アメリカレコード協会からゴールド認定を受けている。1966年6月20日にキャピトル・レコードから編集盤『イエスタデイ・アンド・トゥデイ』が発売され、「消えた恋」と共に収録された。
本作は、1965年のイギリスツアーから1966年のアメリカツアーまでセットリストに加えられており、ライブ映像が映像作品『ザ・ビートルズ・アンソロジー』に収録されている。なお、1996年に発売された『ザ・ビートルズ・アンソロジー2』には、1966年の日本武道館公演でのライブ音源が収録される予定となっていたが、最終的に未収録となった。
1968年に公開されたアニメ映画『イエロー・サブマリン』では、ビートルズがひとりぼっちのジェレミーに向けて本作を歌っている。1999年に発売された『イエロー・サブマリン 〜ソングトラック〜』にリミックスされた音源が収録されており、オリジナルで右寄りになっていたボーカルが、こちらでは中央に定位している。
『ローリング・ストーン』誌が発表した「100 Greatest Beatles Songs」では第66位にランクインした。

## クレジット
※出典
- ジョン・レノン - ダブルトラックのボーカル、アコースティック・ギター（リズムギター）、リードギター
- ポール・マッカートニー - ベース、ハーモニー・ボーカル
- ジョージ・ハリスン - リードギター、ハーモニー・ボーカル
- リンゴ・スター - ドラム

## チャート成績
| チャート (1965年 - 1966年)         | 最高位 |
| ---------------------------------- | ------ |
| オーストラリア (Kent Music Report) | 1      |
| オーストリア (Ö3 Austria Top 40)   | 8      |
| カナダ トップシングルス (RPM)      | 1      |
| US Billboard Hot 100               | 3      |
| US Cash Box Top 100                | 2      |
| US Record World 100 Top Pops       | 1      |
| 西ドイツ (Musikmarkt Hit-Parade)   | 3      |

## 認定
| 国/地域                                             | 認定 | 認定/売上数 |
| --------------------------------------------------- | ---- | ----------- |
| アメリカ合衆国 (RIAA)                               | Gold | 1,000,000^  |
| * 認定のみに基づく売上数 ^ 認定のみに基づく出荷枚数 |      |             |

## カバー・バージョン
タイニー・ティムは本作をウクレレでカバーしており、このカバー・バージョンは1968年にビートルズのファンクラブの会員のみに配布されたクリスマス・レコードに収録されている。ビートルズの歴史家であるジョン・ウィンは、ティムによるカバー・バージョンを「このレコードのハイライト」として挙げている。
本作は他にも、ガーション・キングスレイによるシンセポップ調、ドッケンによるグラム・メタル調、ヤニーによるイージーリスニング調など、さまざまなカバー・バージョンが存在する。ジョン・クルトは『ラバー・ソウル』のレガシーに関する著書の中で、1968年にレコーディングされ、カレン・カーペンター（1983年没）の死後の2001年に発売されたカーペンターズによるカバー・バージョンについて、「ストリングス・アレンジをオーバー・ダビングしたばかげたカバー」と評している。
日本では、笹島明夫が2015年に発売されたアルバム『Images of Lennon McCartney』で本作をカバーしている。